# Nieky Holzken
Nieky Holzken, né le 16 décembre 1983 à Helmond, est un kick-boxeur et boxeur néerlandais. Il a été champion poids welter Glory, double champion d'Europe de muay-thaï et vainqueur du tournoi K-1 MAX Scandinavia 2006. 
Parallèlement à sa carrière de kickboxeur, il a également eu des expériences occasionnelles dans le monde de la boxe, où il est connu pour avoir participé à la World Boxing Super Series 2018.

## Carrière
Il a été élevé par ses grands-parents à la suite de la séparation de ses parents quelques années après sa naissance. Durant sa jeunesse, il s'est passionné pour les sports de combat, puis il a commencé à pratiquer la boxe puis le kickboxing. Pendant cette période, il a la possibilité de s'entraîner avec des personnalités telles que Ramon Dekkers et Cor Hemmers.
Holzken fait ses débuts en promotion K-1 le 26 novembre 2006, en participant au tournoi de qualification K-1 World MAX North European qui se tient dans la ville suédoise de Stockholm. Ici, il montre très tôt son talent sportif en battant Björn Kjöllerström, Joakim Karlsson et Elias Daniel par KO. La victoire lui permet de participer à l'élimination finale du K-1 World MAX 2007, où il affronte le champion thaïlandais en titre Buakaw, qui a le mieux que les Néerlandais par décision unanime.
En octobre 2018, il a signé un contrat avec la fédération singapourienne ONE Championship. L'aventure du Néerlandais en Asie commence par une victoire de KO contre le Brésilien Cosmo Alexandre en novembre.